# 平安通志
『平安通志』（へいあんつうし）は、明治時代に編纂された京都の歴史書。京都に関する、史上始めて試みられた時代を通して全体を俯瞰する通史で、1895年に完成した。

## 概要
平安遷都千百年紀念祭に合わせて編纂されたもので、これは史上初めて京都の通史を記述する試みであった。京都市参事会が編纂と発行の責任をとり、実働では湯本文彦が編纂委員主事としてことにあたった。